# Barnwell (Cambridgeshire)
Barnwell is een civil parish in de Britse stad Cambridge in het Engelse graafschap Cambridgeshire. De wijk ligt in het district (gemeente) Cambridge en telt 252 inwoners.
In Barnwell was een ziekenhuis voor melaatsen gevestigd. De kapel (Leper Chapel of Saint Mary Magdalene) uit de 12e eeuw bestaat nog.
Vanaf de 12e eeuw tot 1538 was er een Augustijns klooster (priorij), de Barnwell priory, er is één gebouw bewaard gebleven, de "Cellarer's Chequer" uit de dertiende eeuw.
Er is ook een voormalig station, Barnwell Junction, dat van 1884 tot 1962 dienst heeft gedaan.